# Duomo di Santa Maria Assunta (Montemarano)
La chiesa di Santa Maria Assunta, chiesa madre e primitiva cattedrale, è un luogo di culto di rito cattolico ubicato in Piazza del Popolo nel centro storico di Montemarano.

## Storia

### Epoca normanna - sveva

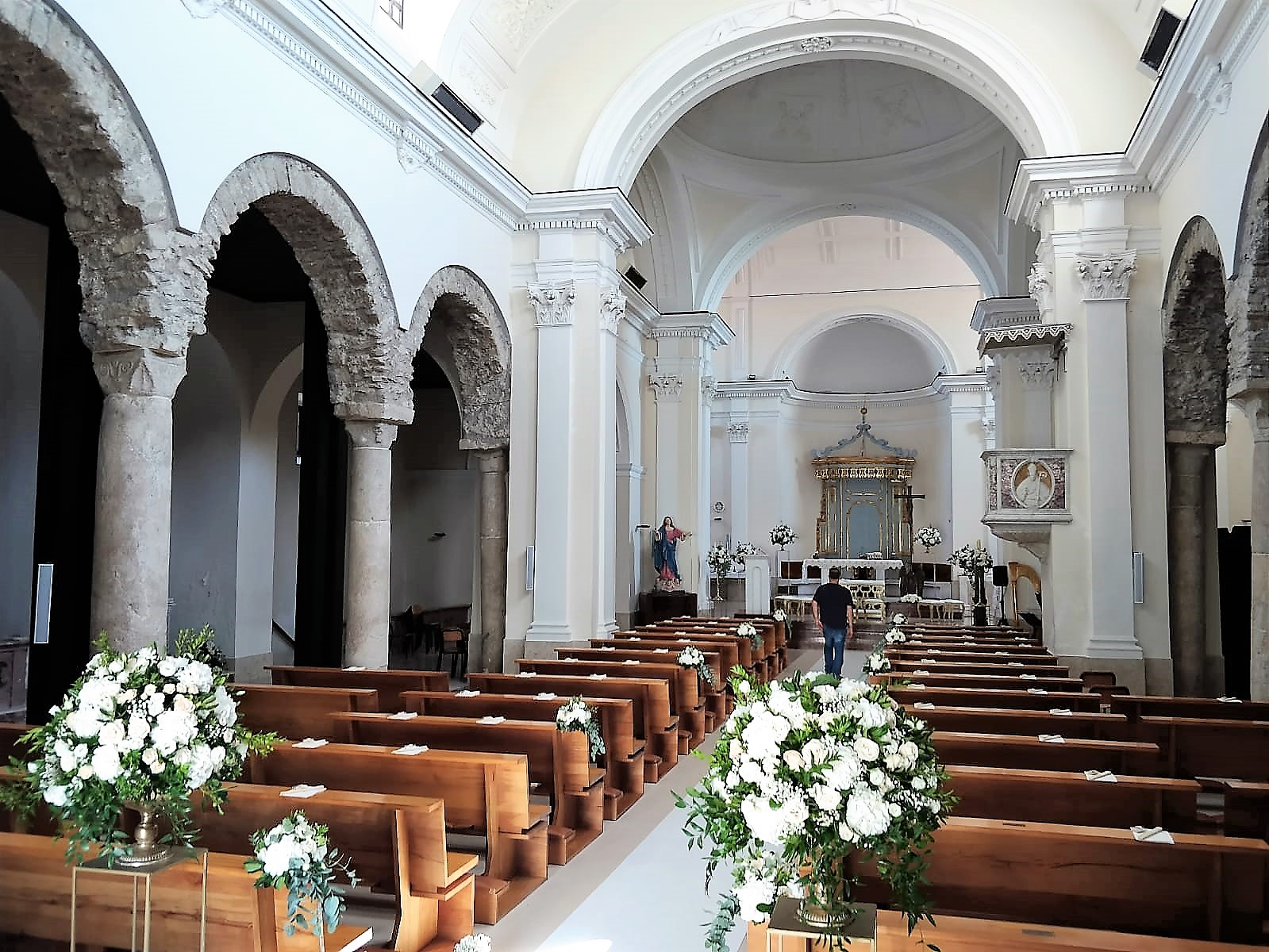
Navata

24 gennaio 1058, diocesi e cattedrale sono menzionati per la prima volta in una bolla pontificia di Papa Stefano IX, come vescovado suffraganeo alla sede di Benevento, area politicamente costituita in ducato. La tradizione orale ha sempre sostenuto che la successione di vescovi montemaranesi ha avuto luogo già a partire dai transiti nella penisola italica degli apostoli Pietro e Paolo.
Il nucleo originario costituisce uno dei monumenti religiosi più antichi dell'Irpinia dell'epoca normanna pervenuti fino a noi, sede della diocesi di Montemarano. La contea amministrata nel 1082 era possedimento di Riccardo Caracciolo detto il Rosso, nel XIII secolo ne fu investito il conte Ligorio Caracciolo.
Tra gli episodi della vita di San Francesco d'Assisi illustrati nel ciclo di affreschi di Giotto nella basilica superiore, c'è quello intitolato La morta di Montemarano (Confessione della donna resuscitata), che ricorda il miracolo che vide protagonista una donna del paese, resuscitata, secondo la tradizione nel 1228, dal Serafico d'Assisi. Dell'avvenimento fanno riferimento Bonaventura di Bagnoregio nella Vita di Santi e da Tommaso da Celano autore del Trattato dei Miracoli.

### Epoca spagnola
Dopo il 1679 Celestino Labonia restaurò, riabbellì e arricchì il tempio. Il 2 novembre 1700 assieme ai canonici, redasse lo statuto capitolare.
Giovanni Ghirardi ricostruì la cattedrale, solennemente riconsacrata nel 1727.

### Epoca borbonica
Nella metà del Settecento Particolarmente le hanno nociuto l'abbassamento della navata centrale
In seguito al concordato, il 27 giugno 1818 la diocesi fu soppressa con la bolla De utiliori di papa Pio VII e il suo territorio aggregato a quello della diocesi di Nusco.
Nel 1844 al tempio è conferito il titolo di collegiata.
Nel 1888 fu realizzato l'innalzamento di una cupola schiacciata, che richiese l'abbattimento delle ultime campate insieme con gli archi e le colonne romaniche su cui poggiavano. Per compattezza ed uniformità di stile secondo i nuovi gusti, l'impianto originario romanico fu trasformato in stile barocco molto sobrio.

### Epoca contemporanea
Il restauro predisposto nel 1978 dalla Soprintendenza ai Beni Culturali di Napoli e resosi necessario per effetto del terremoto del 1980, che aveva gravemente danneggiato soprattutto la staticità di tutto il monumento, è stato felicemente portato a termine sotto l'esperta direzione di Mario Zampino. Gli interventi di restauro durarono 12 anni (1979 - 1991).
Il tempio è stato riaperto al culto il 12 ottobre 1991, con una solenne concelebrazione eucaristica presieduta dal cardinale Michele Giordano, arcivescovo di Napoli, concelebranti monsignor Mario Milano, arcivescovo di Sant'Angelo dei Lombardi-Conza-Nusco-Bisaccia, ed altri vescovi e sacerdoti.

## Esterno

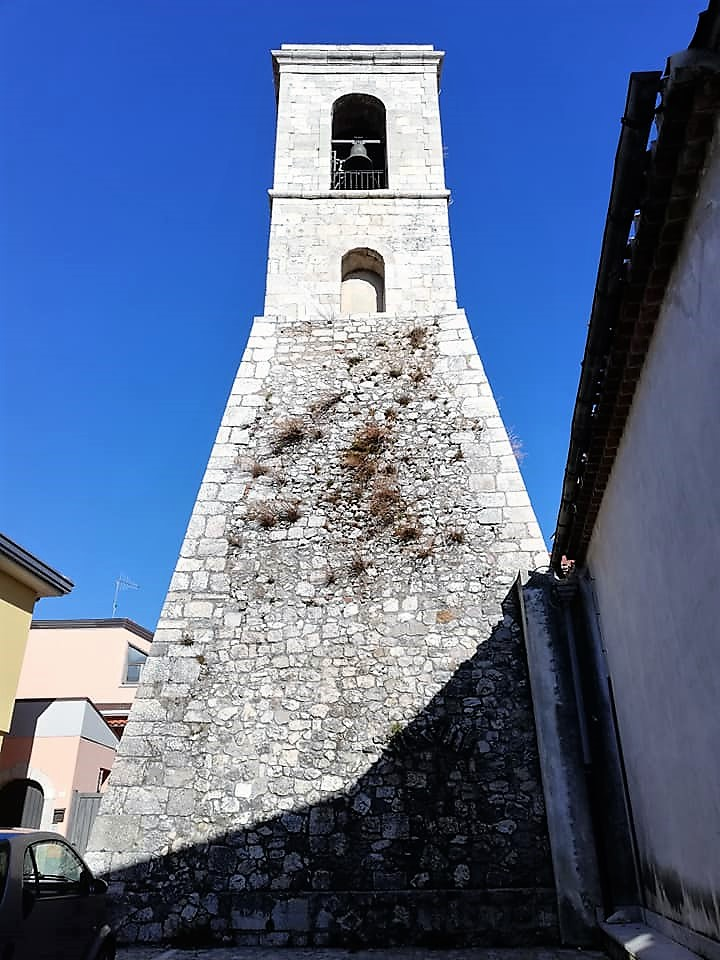
Campanile

I molteplici interventi di ricostruzione e di restauro effettuati attraverso i secoli hanno notevolmente alterato le linee architettoniche originarie.

### Facciata
La facciata è ripartita in due piani, scanditi da coppie di lesene, al piano inferiore inquadrano il portale centrale cinquecentesco in pietra calcarea locale, con timpano massiccio costituito da architrave piatto dalla ricca modanatura. I portali laterali d'epoca recente, sono anch'essi con timpano dello stesso tipo. Nella parte superiore della facciata con l'ultimo restauro sono state riaperte un'antica finestra centrale e delle luci a oculo, che corrispondevano verosimilmente a rosoni intagliati in pietra secondo lo stile romanico.
Una coppia di gradini raccorda il piano di calpestio interno alla sede stradale.

### Campanile
Il manufatto si innalza sul lato sinistro dell'edificio in posizione arretrata. Un massiccio basamento piramidale, che misura i due terzi dell'intera struttura, dalla sommità della quale emergono due ordini di celle, una murata e l'altra aperta. Alla cella campanaria si accede per mezzo di una scala elicoidale in pietra.
Un secondo campanile di moderna concezione insisteva sulla facciata nell'angolo della navata destra, la struttura è stata demolita.

## Interno
Rispetto all'ingresso, il piano calpestio è riabbassato, perché durante l'ultimo restauro è stato riportato al suo livello originario, per mettere in luce anche i basamenti delle antiche colonne romaniche.
Queste in numero di cinque per lato – la sesta fu abbattuta insieme all'arco corrispondente nel 1888 – ripartiscono l'aula in tre navate, secondo lo stile basilicale romanico con transetto ed abside. Notevole interesse storico rappresentano i capitelli in pietra per le raffigurazioni arcaiche ed appena sbozzate sulle quattro facce di essi.
L'impianto originario era dotato anche delle due absidi laterali, distrutte anch'esse nel passato per far posto da una parte alla sagrestia e dall'altra al cosiddetto cappellone.

### Navata destra
Le cappelle laterali – quattro per navata – sono posteriori alla primitiva pianta basilicale, come si può osservare sia dalle due scalinate che portano alla cripta, costruite all'esterno delle navate laterali, sia dal prolungamento dei timpani laterali esterni della facciata.
- Prima campata: (?).
- Seconda campata: ambiente occupato da confessionale sormontato da affresco riproducente l'episodio francescano La morta di Montemarano.
- Terza campata: ambiente ospitante simulacri. Madonna del Carmine, ?, Sant'Antonio Abate statua in cartapesta del XX secolo.
- Quarta campata: ambiente con balaustra ospitante simulacri. Vergine, un busto di San Giuseppe col Bambino del XVII secolo, Sant'Anna con Maria Bambina del XIX secolo. Sulla parete il dipinto raffigurante una Deposizione o Pietà.
- Quinta campata: Cappella della Sacra Famiglia. Sulla sopraelevazione dell'altare campeggia la tela raffigurante la Sacra Famiglia, opera di autore ignoto.
  - Addossato al pilastro un elegante pulpito recante fregi marmorei.

### Navata sinistra
- Prima campata: (?).
- Seconda campata: ambiente ospitante simulacri. Sant'Antonio di Padova del XVIII secolo, ?, Santa Rita da Cascia. Sulla parete il dipinto raffigurante San Pio da Pietrelcina.
- Terza campata: Fonte battesimale. Sulla parete un brano d'affresco raffigurante il Battesimo nel fiume Giordano.
- Quarta campata: ambiente con balaustra ospitante simulacri. Nell'ambiente sono custoditi i simulacri della Madonna Addolorata di stile spagnolo e del Cristo Morto.
- Quinta campata: Cappella della Crocifissione. Sulla sopraelevazione dell'altare campeggia la tela raffigurante la una Crocifissione, opera di autore ignoto.

### Presbiterio e transetto
- Braccio destro: parete con tela raffigurante la Madonna con Bambino ed angeli, opera attribuita ad Andrea Vaccaro.
- Braccio sinistro: parete con tela in cornice ovale raffigurante la Madonna con San Giuseppe, Gesù e Giovanni Battista ed angeli, opera di autore ignoto.

## Cripta
Le scale ricavate all'esterno delle navate laterali, permettono l'accesso alla cripta, ambiente ipogeo restaurato nel 1984, riaperto al culto il 16 febbraio 1985. L'ambiente si estende sotto il transetto della chiesa presenta lo spazio, diviso in due navate da sei sottili colonne uguali tra loro, formando ampie volte a crociera tipiche dell'architettura romanica.
Le reliquie sono ora custodite nell'urna collocata sotto l'altare di marmo, cinto da una balaustra in legno finemente intagliato e ordinata dal vescovo Celestino Labonia. Completano l'ambiente due affreschi dell'abside centrale, raffiguranti San Nicola di Bari e San Giovanni di Montemarano risalenti al XII secolo, un busto ligneo raffigurante il vescovo, opera del XV secolo). Un Crocifisso medievale (XIV – XV secolo) collocato sull'altare di destra.

## Opere documentate
- XI secolo, Sedia vescovile detta di San Giovanni, raro esempio di seggio, in legno pregiato, a forbice, senza chiodature, con decorazione di scene cortesi, realizzate ad intaglio e a punzone sullo schienale, composto da tre placche diverse. Di questo cimelio non si conosce la data di realizzazione, non si conosce la provenienza certa. Attualmente non è esposta al pubblico,
- XV secolo, Armadio reliquiario;
- XVIII secolo, Cantoria, che sorregge un prezioso organo;
- XVIII secolo, Trono episcopale con baldacchino;
- XVIII secolo, Coro capitolare.
- XVIII secolo, Busto processionale, manufatto d'argento finemente cesellato raffigurante San Giovanni di Montemarano, opera non esposto al pubblico;
- XIX secolo, San Rocco, statua;
- XX secolo, Assunta, statua in cartapesta.

Di pregevole fattura sono i bronzi realizzati con la tecnica della cera persa: il candelabro pasquale, la croce astile, il cupolino del fonte battesimale, opere dello scultore padre Tarcisio Musto dell'O.F.M.C., realizzati nel 1991 con le offerte di tutta la popolazione locale.